# Euproctis sinica
Euproctis sinica är en fjärilsart som beskrevs av Moore 1879. Euproctis sinica ingår i släktet Euproctis och familjen tofsspinnare. Inga underarter finns listade i Catalogue of Life.